# Териториална експанзия на САЩ
Териториалното разширение на Съединените американски щати започва върху базата от тринадесетте британски колонии в Северна Америка, които обявяват независимост от Британската империя на 4 юли 1776 г. Независимостта на колониите е призната от Великобритания с Парижкия договор от 1783 г., с който завършва войната за независимост на САЩ. 
Парижкият договор реално удвоява територията на бившите британски колонии, защото фиксира съюза с граница на запад до река Мисисипи въз основа на кралска прокламация от 1763 година, която издава крал Джордж III на 7 октомври 1763 г. – след края на седемгодишната война. По този начин още с признаването си през 1783 г. САЩ се уголемяват двойно с територия извън тринадесетте щати – до река Мисисипи.  
Първото голямо разширяване на страната идва с покупката на Луизиана от 1803 г., което удвоява територията на страната, въпреки че югоизточната граница с испанска Флорида е обект на много спорове, докато тя и испанските претенции към страната Орегон не са отстъпени на САЩ през 1821 г. Страната Орегон дава на Съединените щати достъп до Тихия океан, въпреки че този достъп известно време е споделян с Обединеното кралство. Анексирането на Република Тексас през 1845 г. води директно до мексиканско-американската война, след която победоносните Съединени американски щати получават северната половина от територията на Мексико под формата на мексиканска цесия, включително присъединяват Република Калифорния.
С разширението на страната на запад все по-съществен става въпросът за робството през 1850-те години, който достига своя пик през 1860 и 1861 г., когато правителствата на южните щати провъзгласяват отделянето си от страната и формират Конфедеративните американски щати. Американската гражданска война води до поражението на Конфедерацията през 1865 г., последвано от повторно приемане на конфедеративните щати в Конгреса на Съединените щати. Най-важният мотив тикал САЩ към териториална експанзия на запад е следването на явното предначертание.
Съединените щати започват да се разширяват отвъд Северна Америка през 1856 г. с приемането на Закона за островите Гуано, с който включват в състава си много малки и необитаеми, но икономически важни острови в Карибско море и Тихия океан. Повечето от тези острови в крайна сметка са изоставени в резултат от спорове с други страни. Тихоокеанската експанзия на САЩ кулминира с анексирането на Хаваите през 1898 г., след свалянето на правителството им пет години по-рано. Аляска е последното голямо териториално разширение на САЩ в Северна Америка, в резултат от покупката ѝ от Русия през 1867 г. Подкрепата от САЩ за независимостта на Куба от Испанската империя води до Испано-американската война през 1898 г., в която Съединените щати присъединяват Пуерто Рико, Гуам и Филипините и окупират Куба за няколко години. Американска Самоа е придобита от Съединените щати територия през 1900 г., след края на Втората гражданска война в Самоа. В хода на Първата световна война Съединените щати закупуват Американските Вирджински острови от Дания през 1917 г. Пуерто Рико и Гуам остават зависими територии от САЩ, а Филипините стават независими през 1946 г., след като са основен театър на бойни действия по време на Втората световна война. След Втората световна война САЩ присъединяват или попечителстват над много техоокеански острови по линия на ООН, като през 1959 г. Хаваите стават 50-ият и най-скорошно приет щат в Конгреса.